# Gare de Bomal
La gare de Bomal est une gare ferroviaire belge de la ligne 43, de Liège (Angleur) à Marloie, située au village de Bomal sur le territoire de la commune de Durbuy, en Région wallonne dans la province de Luxembourg.
Elle est mise en service en 1866 par la Grande compagnie du Luxembourg. C'est une gare de la Société nationale des chemins de fer belges (SNCB) desservie par des trains Omnibus (L) et Heure de pointe (P).

## Situation ferroviaire
Établie à 135 mètres d'altitude, la gare de Bomal est située au point kilométrique (PK) 37,10 de la ligne 43, de Liège (Angleur) à Marloie, entre les gares de Sy et de Barvaux.

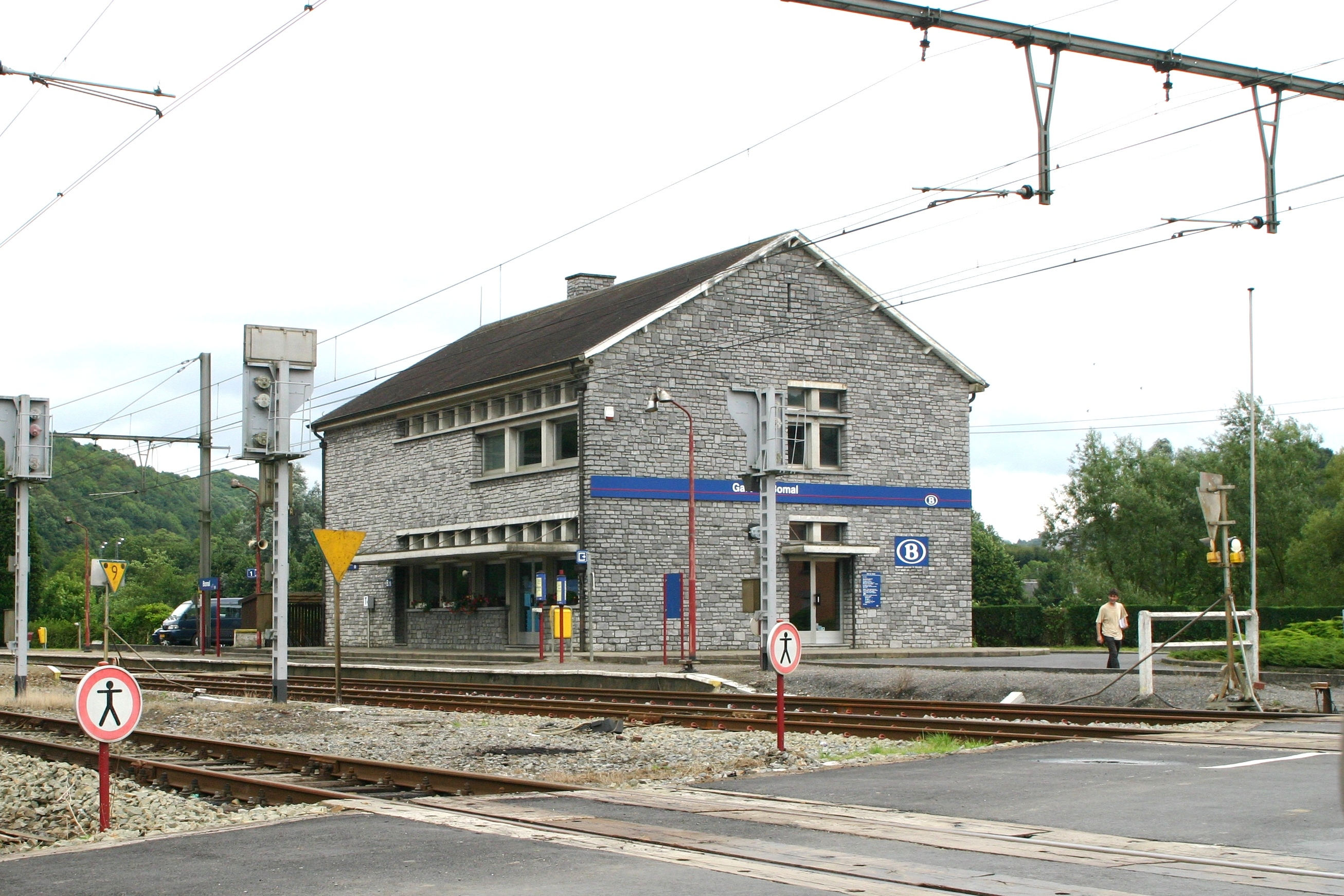
Intérieur de la gare vue du passage à niveau.

## Histoire
La station de Bomal, est mise en service le 1er août 1866 par la Grande compagnie du Luxembourg lorsqu'elle ouvre à l'exploitation la section de Melreux à Angleur (Liège) qui permet l'ouverture dans la totalité de la ligne de l'Ourthe.

### La gare de 1866
Le bâtiment des recettes appartient à l'un des modèles standards de la GCL. Il s'agit d'un bâtiment rectangulaire de deux niveaux sous bâtière comportant trois travées. Chaque façade est symétrique, exécutée en brique apparente avec un cordon de pierre bleue au rez-de-chaussée joignant la naissance des arcs qui surplombent chaque ouverture (les arcs sont en plein cintre au rez-de-chaussée et bombés à l’étage) ainsi que deux cordons de briques, l'un marquant la séparation entre les deux étages et l'autre reliant le larmier des fenêtres à l'étage. Les trois travées médianes sont plus larges côté rue ; au centre, on retrouve un oculus sous une corniche en mitre. Ce modèle de gare était le plus répandu de la Grande Compagnie du Luxembourg et fut édifié à Tilff, Esneux, Saint-Denis-Bovesse, Rhisnes, Barvaux, Bomal, Chastre, et Mont-Saint-Guibert. Seules les trois premières existent toujours à l’heure actuelle.
Comme la plupart des gares de ce type, celle de Bomal a reçu une annexe à toit plat du côté de l'appartement de fonction du chef de gare. Une halle à marchandises est disposée de l'autre côté des voies.

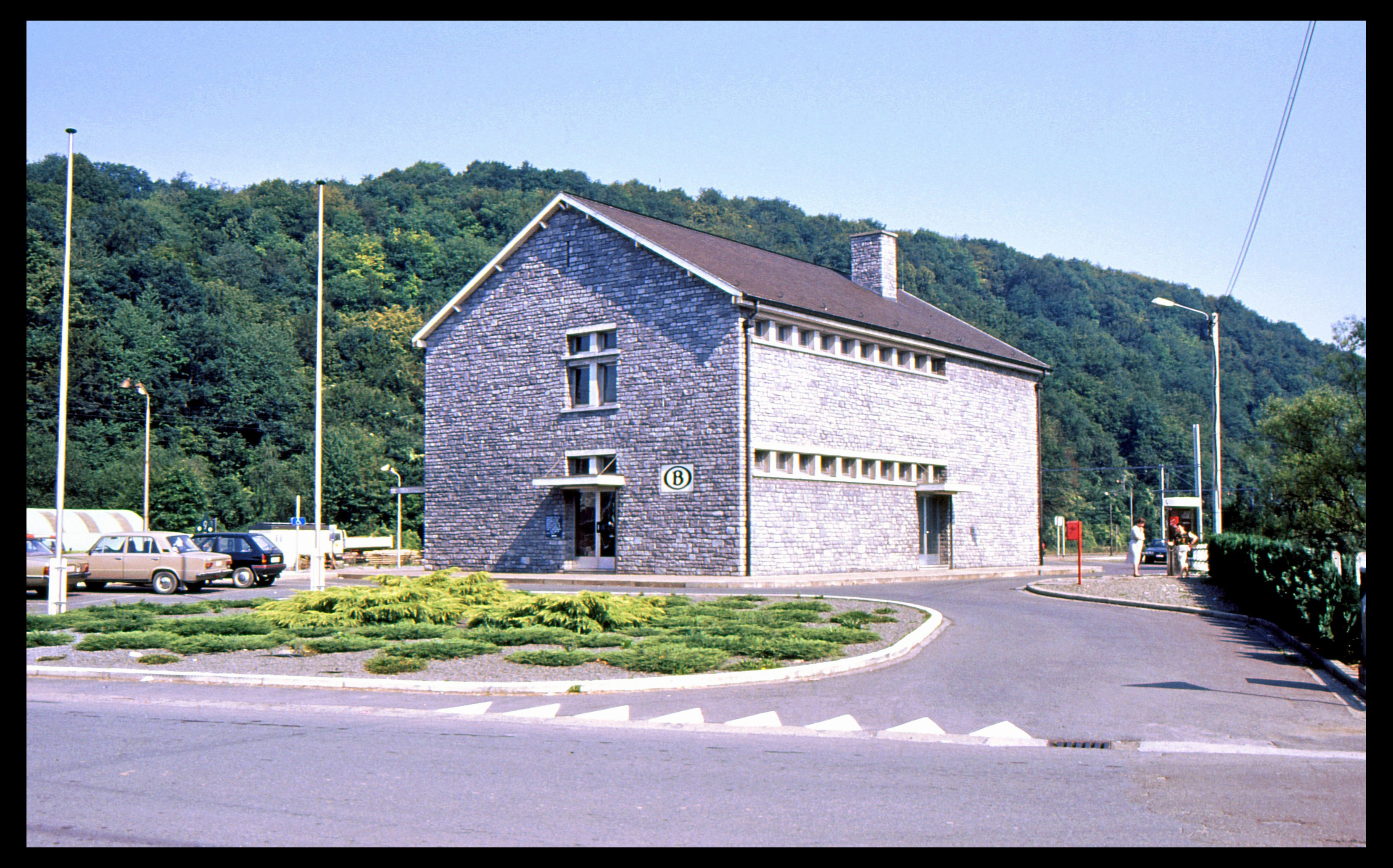
La gare en 1990.

### La seconde gare
Une seconde gare fut édifiée entre 1982 et 1983 en remplacement de l'ancienne. Elle est l’œuvre de l'architecte Léon Picquet. 
Il s'agit d'un petit édifice de deux étages en pierres grises d'aspect irrégulier et avec une toiture à versants. Les façades latérales sont percées de petites fenêtres carrées cernées de pierre.
Son guichet est fermé en mars 2015.

## Service des voyageurs

### Accueil
Gare SNCB, elle dispose d'un bâtiment voyageurs, avec guichet, fermé depuis mars 2015.

### Dessertes
Bomal est desservie par des trains Omnibus (L) et Heure de pointe (P) de la SNCB.
La desserte comprend des trains L qui effectuent des missions entre les gares de Liers et de Marloie, ou Rochefort-Jemelle (toutes les heures en semaine et toutes les deux heures les week-ends et jours fériés). En semaine, on retrouve également un unique train P circulant entre Herstal et Rochefort-Jemelle ainsi qu'un train P, ne circulant que le mercredi, qui relie Liège-Guillemins à Bomal vers midi.
En été, un unique train touristique (ICT) circulant le matin entre Liers et Rochefort-Jemelle se rajoute aux trains L de cette relation durant les week-ends.

### Intermodalité
Un parc pour les vélos et un parking pour les véhicules y sont aménagés. Elle est desservie par des bus.

## Comptage voyageurs
Le graphique et le tableau montrent le nombre de passagers qui en moyenne embarquent durant la semaine, le samedi et le dimanche.
| Tabel: Nombre de voyageurs qui embarquent à la gare de Bomal | Tabel: Nombre de voyageurs qui embarquent à la gare de Bomal | Tabel: Nombre de voyageurs qui embarquent à la gare de Bomal | Tabel: Nombre de voyageurs qui embarquent à la gare de Bomal |
|                                                              | Semaine                                                      | Samedi                                                       | Dimanche                                                     |
| ------------------------------------------------------------ | ------------------------------------------------------------ | ------------------------------------------------------------ | ------------------------------------------------------------ |
| 1977                                                         | 198                                                          | 60                                                           | 159                                                          |
| 1978                                                         | 270                                                          | 87                                                           | 122                                                          |
| 1979                                                         | 222                                                          | 91                                                           | 86                                                           |
| 1980                                                         | 237                                                          | 73                                                           | 99                                                           |
| 1981                                                         | 225                                                          | 66                                                           | 73                                                           |
| 1982                                                         | 229                                                          | 86                                                           | 79                                                           |
| 1983                                                         | 336                                                          | 98                                                           | 84                                                           |
| 1984                                                         | 332                                                          | 108                                                          | 150                                                          |
| 1985                                                         | 300                                                          | 89                                                           | 167                                                          |
| 1986                                                         | 274                                                          | 92                                                           | 98                                                           |
| 1987                                                         | 211                                                          | 74                                                           | 119                                                          |
| 1988                                                         | 249                                                          | 116                                                          | 165                                                          |
| 1989                                                         | 236                                                          | 112                                                          | 182                                                          |
| 1990                                                         | 196                                                          | 86                                                           | 155                                                          |
| 1991                                                         | 211                                                          | 73                                                           | 128                                                          |
| 1992                                                         | 255                                                          | 108                                                          | 154                                                          |
| 1993                                                         | 196                                                          | 51                                                           | 138                                                          |
| 1994                                                         | 175                                                          | 50                                                           | 150                                                          |
| 1995                                                         | 163                                                          | 52                                                           | 83                                                           |
| 1996                                                         | 163                                                          | 62                                                           | 131                                                          |
| 1997                                                         | 205                                                          | 54                                                           | 132                                                          |
| 1998                                                         | 213                                                          | 36                                                           | 144                                                          |
| 1999                                                         | 185                                                          | 56                                                           | 102                                                          |
| 2000                                                         | 167                                                          | 57                                                           | 104                                                          |
| 2001                                                         | 182                                                          | 52                                                           | 78                                                           |
| 2002                                                         | 194                                                          | 68                                                           | 103                                                          |
| 2003                                                         | 202                                                          | 71                                                           | 138                                                          |
| 2004                                                         | 218                                                          | 76                                                           | 126                                                          |
| 2005                                                         | 189                                                          | 64                                                           | 119                                                          |
| 2006                                                         | 259                                                          | 73                                                           | 161                                                          |
| 2007                                                         | 258                                                          | 72                                                           | 170                                                          |
| 2008                                                         | -                                                            | -                                                            | -                                                            |
| 2009                                                         | 243                                                          | 97                                                           | 119                                                          |
| 2010                                                         | -                                                            | -                                                            | -                                                            |
| 2011                                                         | -                                                            | -                                                            | -                                                            |
| 2012                                                         | 248                                                          | 55                                                           | 119                                                          |
| 2013                                                         | 229                                                          | 105                                                          | 172                                                          |
| 2014                                                         | 262                                                          | 154                                                          | 159                                                          |
| 2015                                                         | 247                                                          | 93                                                           | 88                                                           |
| 2016                                                         | 230                                                          | 67                                                           | 103                                                          |
| 2017                                                         | 246                                                          | 82                                                           | 110                                                          |
| 2018                                                         | 222                                                          | 91                                                           | 90                                                           |
| 2019                                                         | 236                                                          | 65                                                           | 112                                                          |
| 2020                                                         | 184                                                          | 58                                                           | 89                                                           |
| 2021                                                         | -                                                            | -                                                            | -                                                            |
| 2022                                                         | 300                                                          | 60                                                           | 102                                                          |
| 2023                                                         | 201                                                          | 153                                                          | 100                                                          |
| 2024                                                         | 275                                                          | 109                                                          | 142                                                          |

## Galerie de photographies

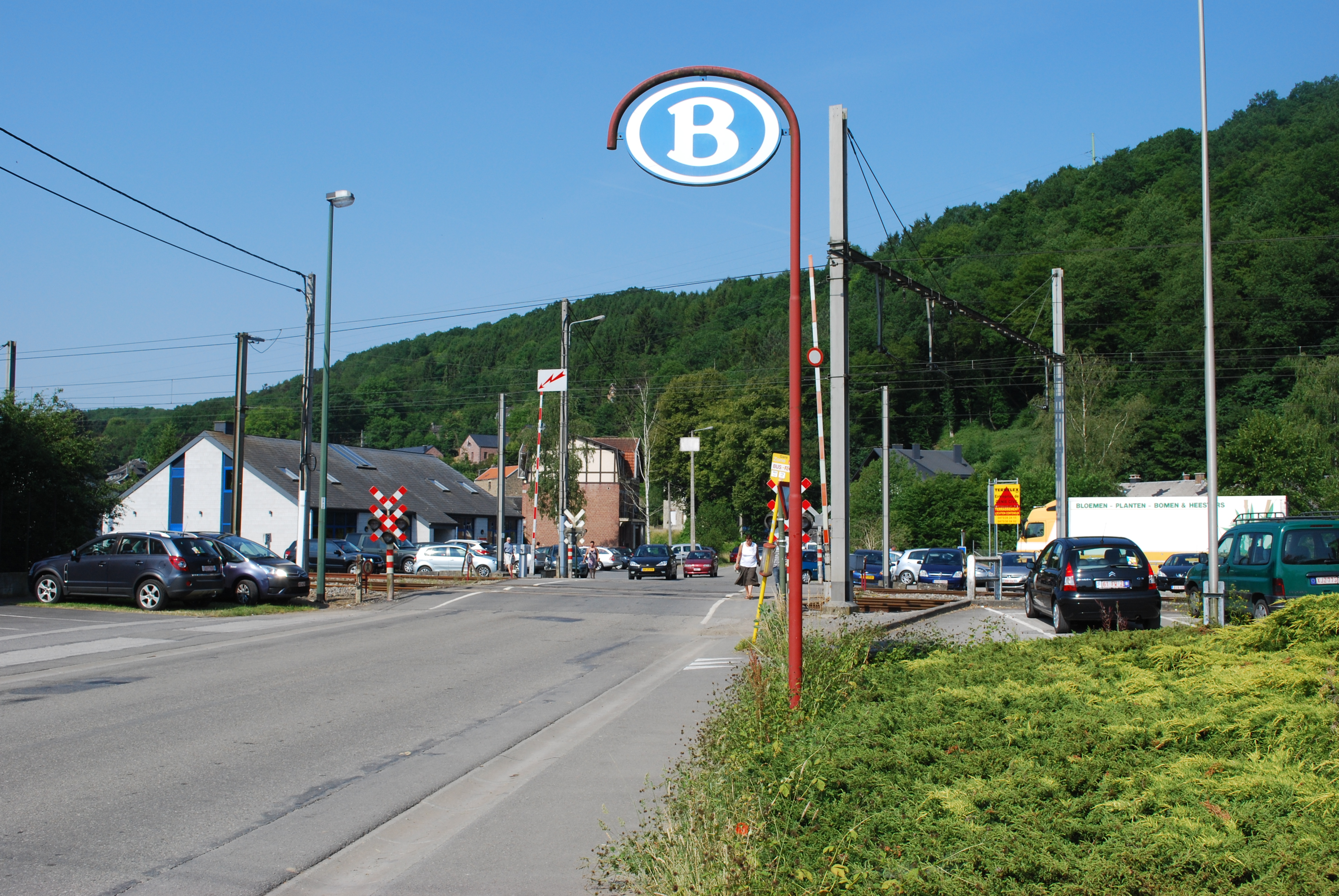
Passage à niveau vu de la route.
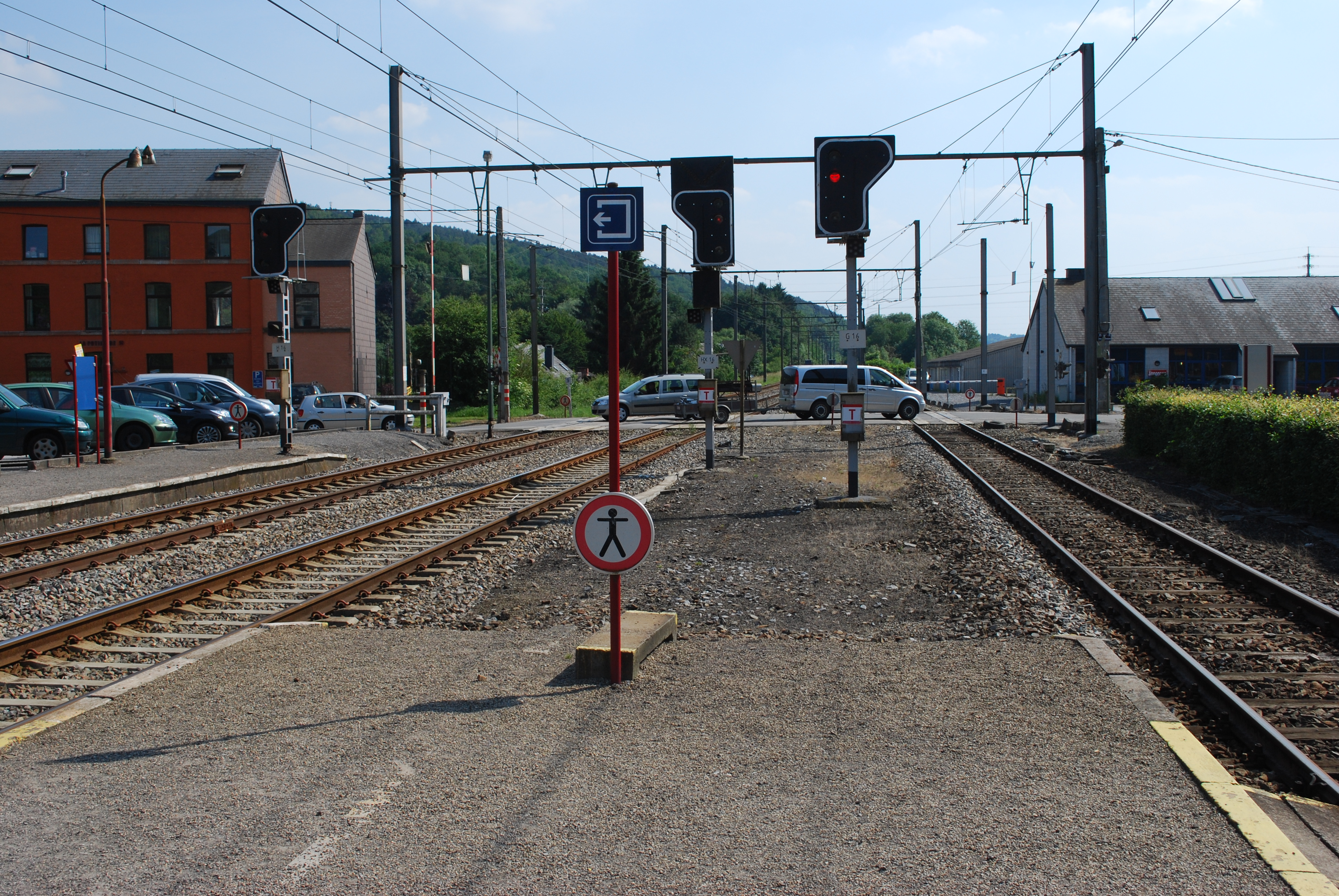
Passage à niveau vu des voies.
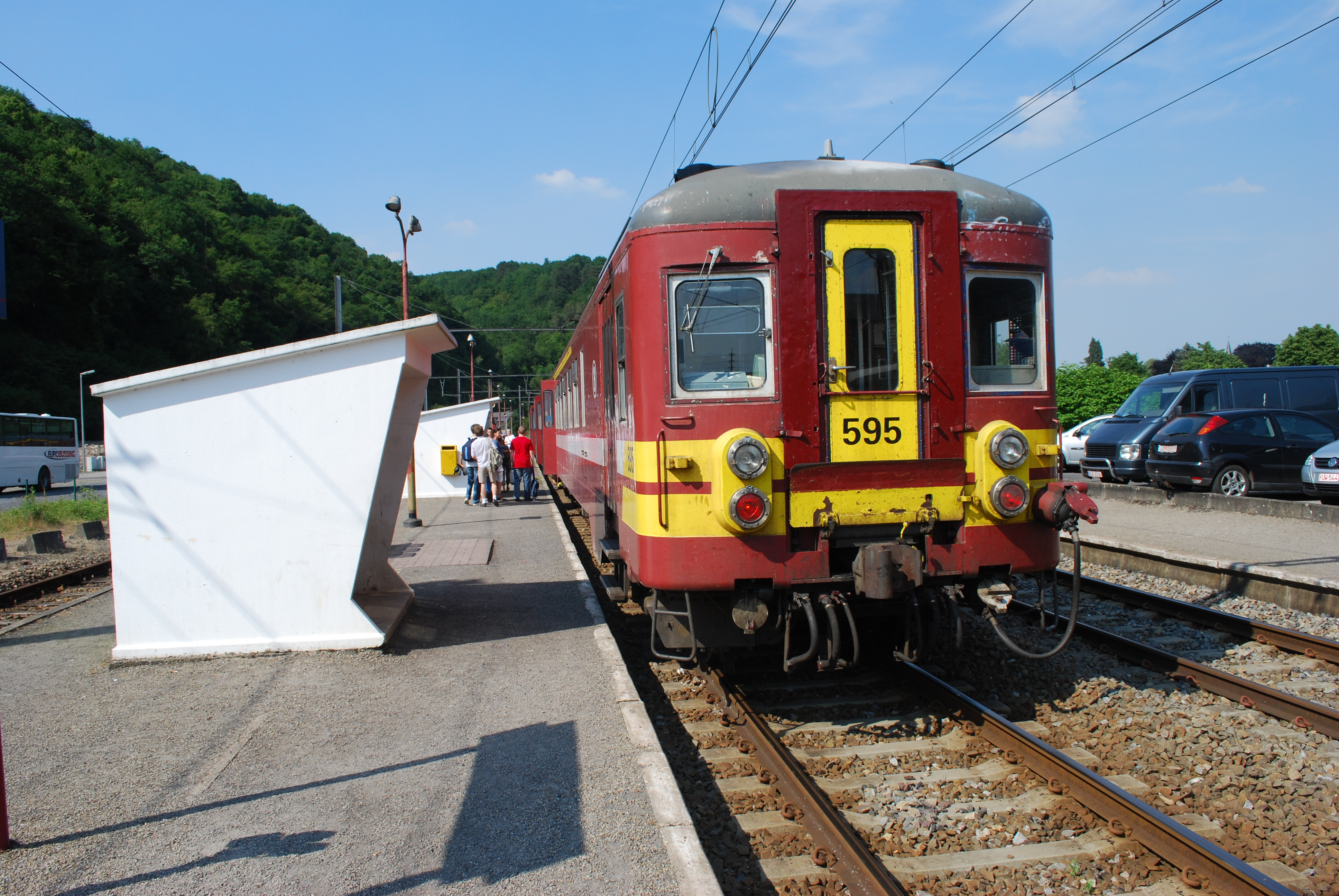
Quai, abris et train SNCB.
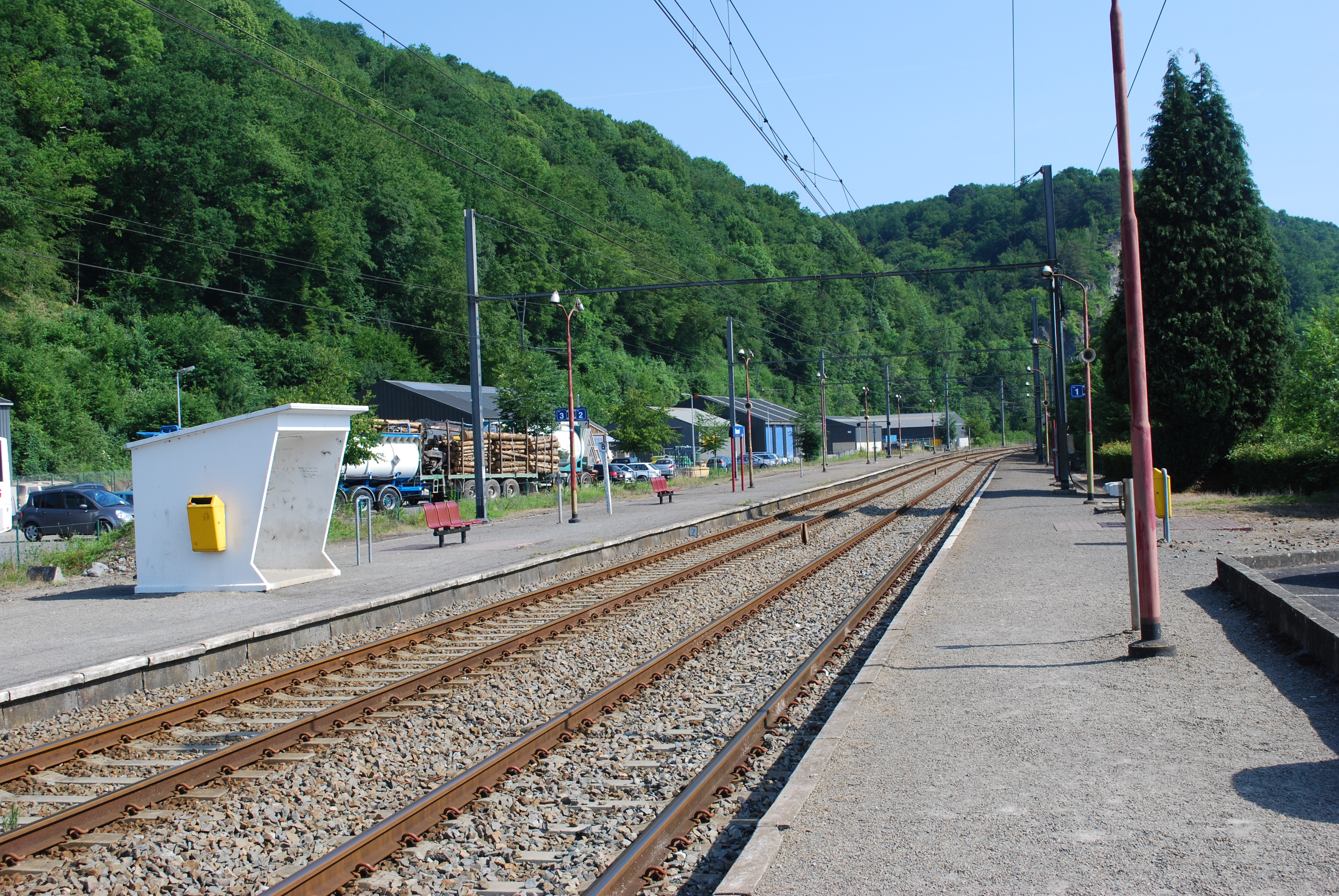
Voies et quais.